# Csodás álmok jönnek
A Csodás álmok jönnek (What Dreams May Come) 1998-ban bemutatott filmdráma, Robin Williams, Cuba Gooding Jr. és Annabella Sciorra főszereplésével. A film rendezője Vincent Ward, a forgatókókönyv alapja Richard Matheson 1987-ben kiadott azonos című regénye. 
A regény és film eredeti angol címe Skakespeare Hamletjének egyik monológjából származik: „For in that sleep of death, what dreams may come, When we haue ſhufflel’d off this mortall coile…”, Arany János klasszikus magyar fordításában: „Mert hogy mi álmok jőnek a halálban, ha majd leráztuk mind e földi bajt…”. (A film hivatalos magyar címe ettől eltér). A film egyes jelenetei, továbbá a regény cselekményének körvonalai utalásokat tartalmaznak Dante Alighieri 1308-beli epikus költeményére, az Isteni színjátékra. Érdemes megemlíteni kapcsolatát a görög mitológia Orfeusz és Euridiké történetével is.

## Cselekmény
A Svájcban nyaraló Chris Nielsen (Robin Williams) gyermekorvos találkozik Annie Collins (Annabella Sciorra) művésznővel. Összeházasodnak, és két gyermekük születik, Ian és Marie. Idilli életük véget ér, amikor a gyerekek autóbalesetben meghalnak. Négy évvel később Chris is meghal egy autóbalesetben. Nem tudván, hogy halott, és zavarában, hogy senki sem lép vele kapcsolatba, Chris a Földön marad.
Látja, ahogy Annie megpróbál megbirkózni a veszteségével, és megpróbál kommunikálni vele, annak ellenére, hogy egy jelenlévő azt tanácsolja neki, hogy ez csak még több fájdalmat okozna neki. Amikor a próbálkozásai valóban még több fájdalmat okoznak, úgy dönt, hogy továbblép. Chris egy Mennyországban ébred, amelyet képzeletével teremtett; a környezete egy hegyvidéki táj, amely hasonlít a felesége által készített festményre, és hasonlít arra a helyre, ahol ők ketten szerették volna eltölteni öreg napjaikat.
Chris-t a Mennyországban elkíséri Albert Lewis (Cuba Gooding Jr.), barátja és mentora az orvosi rezidentúráról, valamint Leona, egy stewardess, akit Chris egykor a lánya jelenlétében csodált; később „Leonát” a lányában, Marie-ban ismeri fel. Közben Annie-t bűntudat gyötri Chris és gyermekeik halála miatt, és öngyilkosságot követ el. Chris, aki kezdetben megkönnyebbül, hogy a szenvedése véget ért, dühös lesz, amikor megtudja, hogy az öngyilkosok a Pokolba kerülnek; ez nem az ellenük hozott ítélet eredménye, hanem a saját hajlamuk, hogy fájdalmuk alapján „rémálomszerű” túlvilági világokat teremtenek.
Chris kitart amellett, hogy meg fogja menteni Annie-t a pokolból, annak ellenére, hogy Albert elmondja, ez még soha senkinek nem sikerült olyan emberrel, aki önkeze által halt meg. Egy „nyomkövető” (Max von Sydow) segítségével Chris és Albert leereszkedik a Pokolba. Az oda vezető úton Chris rájön, hogy „Albert” valójában Ian, és elválnak útjaik, mielőtt Annie-t megtalálná.
Chris és a nyomkövető Chris és Annie házának egy sötét és eltorzult változatához érkezik. A nyomkövető ekkor felfedi magát, mint az igazi Albert, és figyelmezteti Chris-t, hogy ha néhány percnél tovább marad Annie-vel, akkor végleg a Pokolban ragadhat, és azt tanácsolja, hogy Chris csak arra számíthat, hogy lehetősége lesz Annie-től végső búcsút venni. Chris belép az immár borzalmasan kinéző otthonukba, ahol Annie-t amnéziásan találja, aki képtelen emlékezni a saját öngyilkosságára, és láthatóan kínozza a lepusztult környezet látványa. Mivel nem tudja felkelteni az emlékeit, a nyomkövető látja, hogy Chris feladja a küldetését, hogy megmentse Annie-t a pokolból.
De ahelyett, hogy visszatérne a Mennyországba, Chris úgy dönt, hogy örökre a Pokolban marad és csatlakozik Annie-hez. Miközben kijelenti Annie-nek, hogy maradni szándékozik, szavai párhuzamba állnak azzal, amit akkor mondott neki, amikor a gyerekeik halála után egy intézetben hagyta, és a lány visszanyeri emlékeit, miközben Chris átveszi az ő rémálmait. Annie, aki semmit sem akar jobban, mint megmenteni Christ, felemelkedik a mennybe, és magával viszi Christ is. Chris és Annie a Mennyországban újra találkozik gyermekeivel, és a megjelenésük helyreáll. Chris javaslatot tesz a reinkarnációra, hogy ő és Annie újra együtt élhessenek. 
A történet végén Chris és Annie kisgyermekként találkoznak újra, egy olyan helyen, amely párhuzamba állítható az első találkozásukkal.

## Szereposztás
| Szerep                                | Színész              | Magyar hangja (1. szinkron) |
| ------------------------------------- | -------------------- | --------------------------- |
| Chris Nielsen                         | Robin Williams       | Mikó István                 |
| Annie Collins-Nielsen, Chris felesége | Annabella Sciorra    | Tóth Enikő                  |
| Albert Lewis / Ian Nielsen            | Cuba Gooding Jr.     | Stohl András                |
| „Nyomkereső”                          | Max von Sydow        | Tordy Géza                  |
| Marie Nielsen                         | Jessica Brooks Grant | Molnár Ilona                |
| Ian Nielsen                           | Josh Paddock         | Hamvas Dániel               |
| Leona & Marie Nielsen                 | Rosalind Chao        | Mezei Kitty                 |
| Stacey Jacobs                         | Maggie McCarthy      | Czető Zsanett               |
| Hanley tiszteletes                    | Matt Salinger        | Beratin Gábor               |